# マルクス主義同志会
マルクス主義同志会（マルクスしゅぎどうしかい）は、2002年から2017年まで存在した、新左翼系の日本のサークル。前身は社会主義労働者党、後継は労働の解放をめざす労働者党（略称：労働者党）。

## 概要
マルクス主義同志会は、2002年11月3日、党勢が停滞していた社会主義労働者党が、「党の実態を欠き、党としての闘いを構築できない状態」であるとして、「革命的サークル」へ組織を再編し「マルクス主義同志会」へ改称した。全国各地での学習会、中央での労働者セミナーなどを実施し、出版物は関連会社の「有限会社 全国社研社」が主に発行した。
他の新左翼諸党派と日本共産党を左右の日和見主義だとし、自民・立憲・国民・公明・希望・社民・維新などの既成政党に対しても厳しく批判している。
2016年春の第12回大会では国政選挙復帰に向けて準備することを決定し、9月には労働者党の再建を表明。2017年4月の第13回大会で、「サークル的な組織」であるマルクス主義同志会は解散し、「労働者党の再建」として「労働の解放をめざす労働者党」（略称・労働者党）を結成した。

## 組織
- 指導者：林紘義
- 機関紙誌：『海つばめ』（隔週刊）・『プロメテウス』（不定期）
- 活動拠点：全国社研社（東京都練馬区）

他にも、旧社労党系勢力から分離した団体には、ワーカーズ・ネットワーク（Workers）、革命的社会主義運動・グループ95（後に社会主義連盟）、イング・ネットワーク、赤星マルクス研究会などがある。

## 理論
会則に「旧社労党の綱領を参考資料として保持する」とあるように、基本的には旧社労党の理論的立場が継承され、唯物史観や『資本論』などに基づいて現実の政治課題を分析。特に労働価値説を擁護している。
これまでの労働者セミナーで取り上げられた主なテーマは、「エンゲルスの『資本論』修正を問う」（2003年）、「富塚理論批判」（2006年）、「エンゲルスの『家族、私有財産および国家の起源』批判」（2008年）、「恐慌の歴史」（2009年）、「再編に向けて激動する世界資本主義」（2011年）など。
2012年のテーマは「社会主義の根底的意義を問う――価値規定による分配の内容は何か」とし、社会主義における分配について討論。共産党が市場経済を擁護し、社会主義では「価値規定による分配」はできないと公言する中で、その内容がいかなるものかを究明しようと試みた。この問題は、この100年来「社会主義」を掲げる党派がどこも明確に掘り下げてこなかったことだという。
こうした展開は、かつて日本共産党が「中ソは社会主義社会」と評価する中で、中ソを「労働者が理想とする社会ではない」、ある種の資本主義だと規定（いわゆる「国家資本主義」論）したことを受け継ぐものである。

## 出版物
- 『人類社会の出発点　古代的生産様式』（林紘義 著、2012年3月）
- 『核エネルギーはなぜいかにして危険か』（林紘義 著、2011年10月）
- 『明治の労働運動、社会主義運動』（町田勝 著、2011年5月）
- 『鳩山政権の九ヶ月』（林紘義 著、2010年8月）